# Plug anal

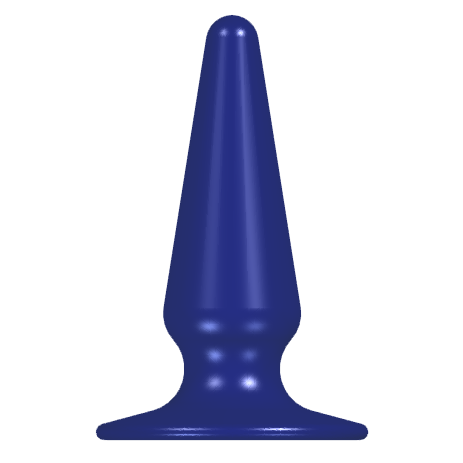
Enchufe anal.

Un plug anal, tapón anal o enchufe anal es un juguete sexual que ha sido diseñado para ser insertado en el recto para obtener placer sexual. Guardan semejanza con los consoladores, pero suelen ser más cortos que estos y tienen el final acampanado o ensanchado con el fin de evitar su inserción total en el recto.
El primer enchufe anal se llamó Rectal Dilator y fue inventado por Frank E. Young en 1892.

## Diseño y uso

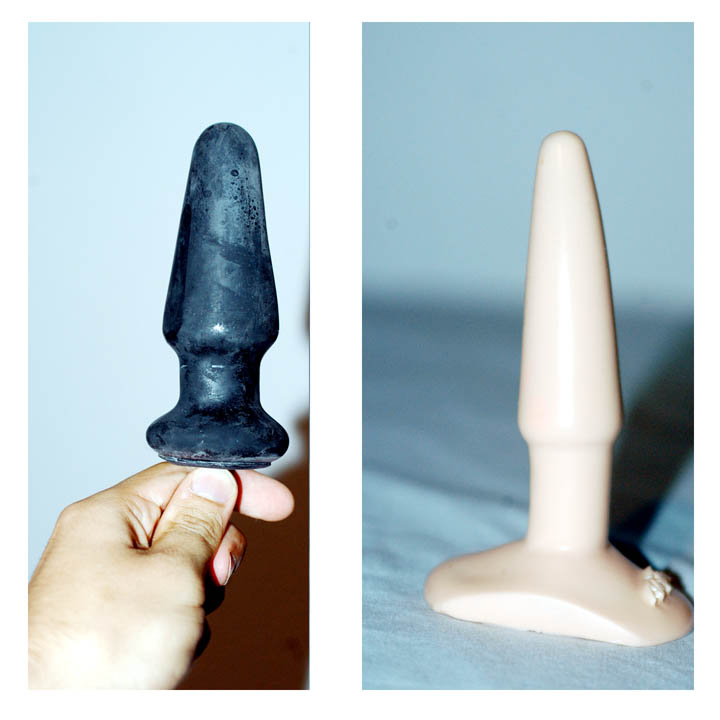
Dos tapones anales

La forma del tapón anal es la de un cono con un extremo redondeado y el otro bruscamente estrechado a modo de una «cintura». Esta queda situada en el esfínter anal, y su extremo acampanado que queda al exterior evita que el butt plug se deslice totalmente hacia el interior del recto. El músculo del esfínter sujeta el plug en su lugar por la cintura, evitando que se salga involuntariamente. Su talla viene determinada por su circunferencia más ancha. Están fabricados con material elástico para evitar dañar el recto. Pueden sacarse e introducirse repetidamente para obtener placer o dejarse insertados de forma continua durante un tiempo.
Los butt plug se fabrican en una variedad de colores, tamaños y texturas y materiales: de diversos materiales, como silicona, látex, neopreno, madera, metal o vidrio. Se prefiere la silicona al látex por resistir la desinfección en agua hirviendo y por ser más duradera y menos alergógena. 
Algunos están acanalados o son ondulados. Pueden ser diseñados para parecerse a un pene. Los hay que «eyaculan» chorros de agua o líquidos viscosos en el recto. También hay plugs anales vibratorios que se pueden inflar, girar, palpitar e hinchar. Algunos están diseñados para estimular la próstata. Otros tapones anales llevan adornos exteriores pegados a la base, como colas de animales simuladas o pedrería de imitación. También hay tapones anales disponibles con electro-estimulación.

### Riesgos
Los objetos que son insertados en el recto pueden ser difíciles de extraer si se introducen totalmente, para evitar esta contingencia el butt plug termina en un disco ensanchado en uno de sus extremos. Al contrario que la resistente pared vaginal, la pared intestinal puede ser desgarrada fácilmente. Por esta razón los tapones anales son más cortos que los consoladores. 
Como en otras actividades en las que hay penetración anal, debe usarse lubricante y ser cuidadoso al insertar o extraer un butt plug.
El uso de un condón para recubrirlos facilita la eliminación de heces con las que pueden entrar en contacto. Hay que ser prudente al compartirlos con otras personas, debido al riesgo de transmisión de enfermedades, incluyendo VIH, por contagio a través de las heces o la sangre.
Si bien la documentación médica es escasa, se recomienda no dejar un butt plug insertado por más de dos a tres horas.